# .sv
.sv為薩爾瓦多國家及地區頂級域（ccTLD）的域名。該域名於1994 年 11 月 4 日啟用。必須是薩爾瓦多當地或在薩爾瓦多有辦公室的實體才能申請該域名。用戶可以申請該域名的二級域名以及三級域名。

## 外部連結
- IANA .sv whois information（页面存档备份，存于）
- .sv domain registration website*Portuguese Web Archive的存檔，存档日期2009-12-28